# Pfarrkirche Grafendorf in Gaimberg

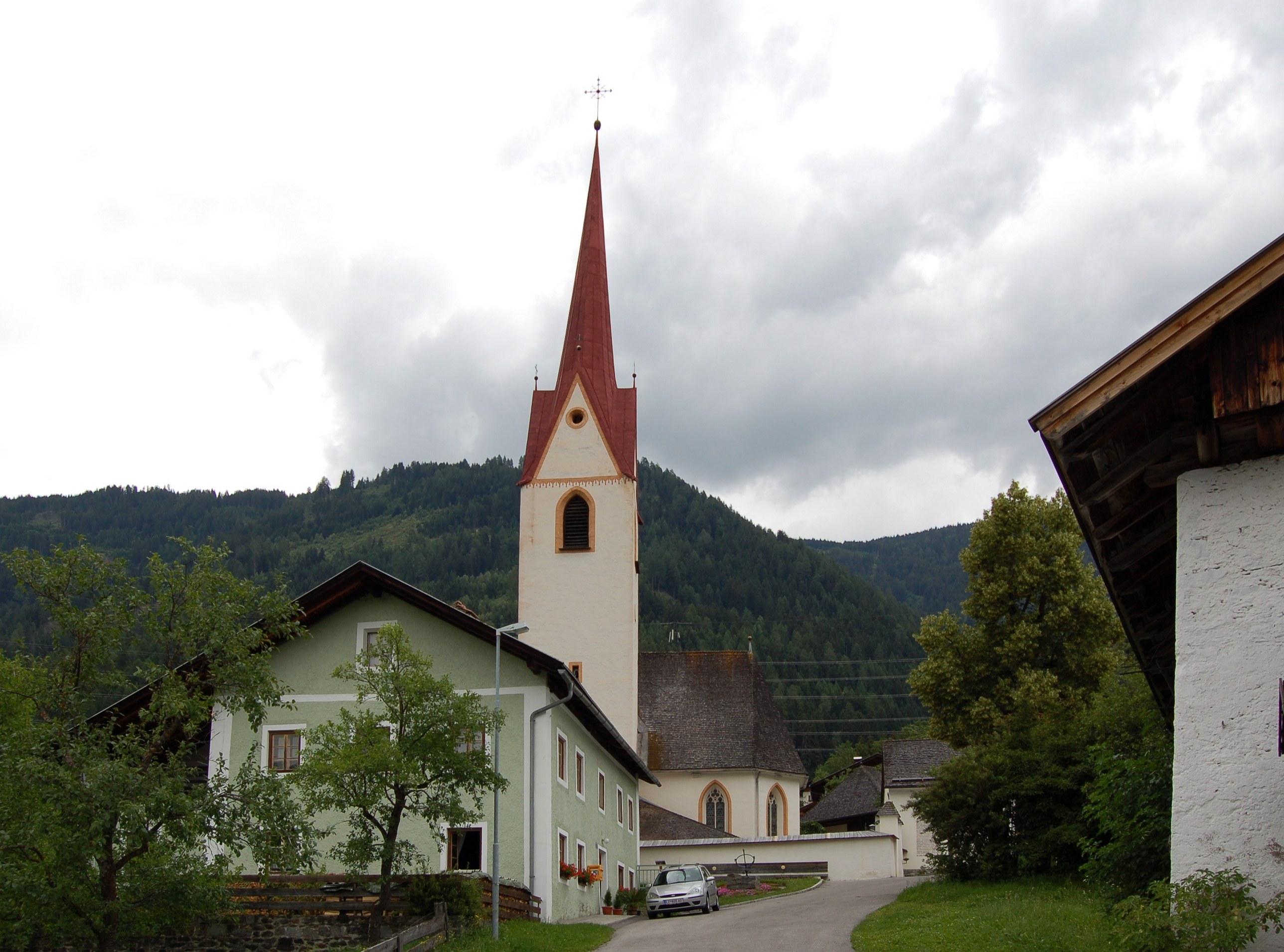
Katholische Pfarrkirche hl. Bartholomäus in Grafendorf in Gaimberg

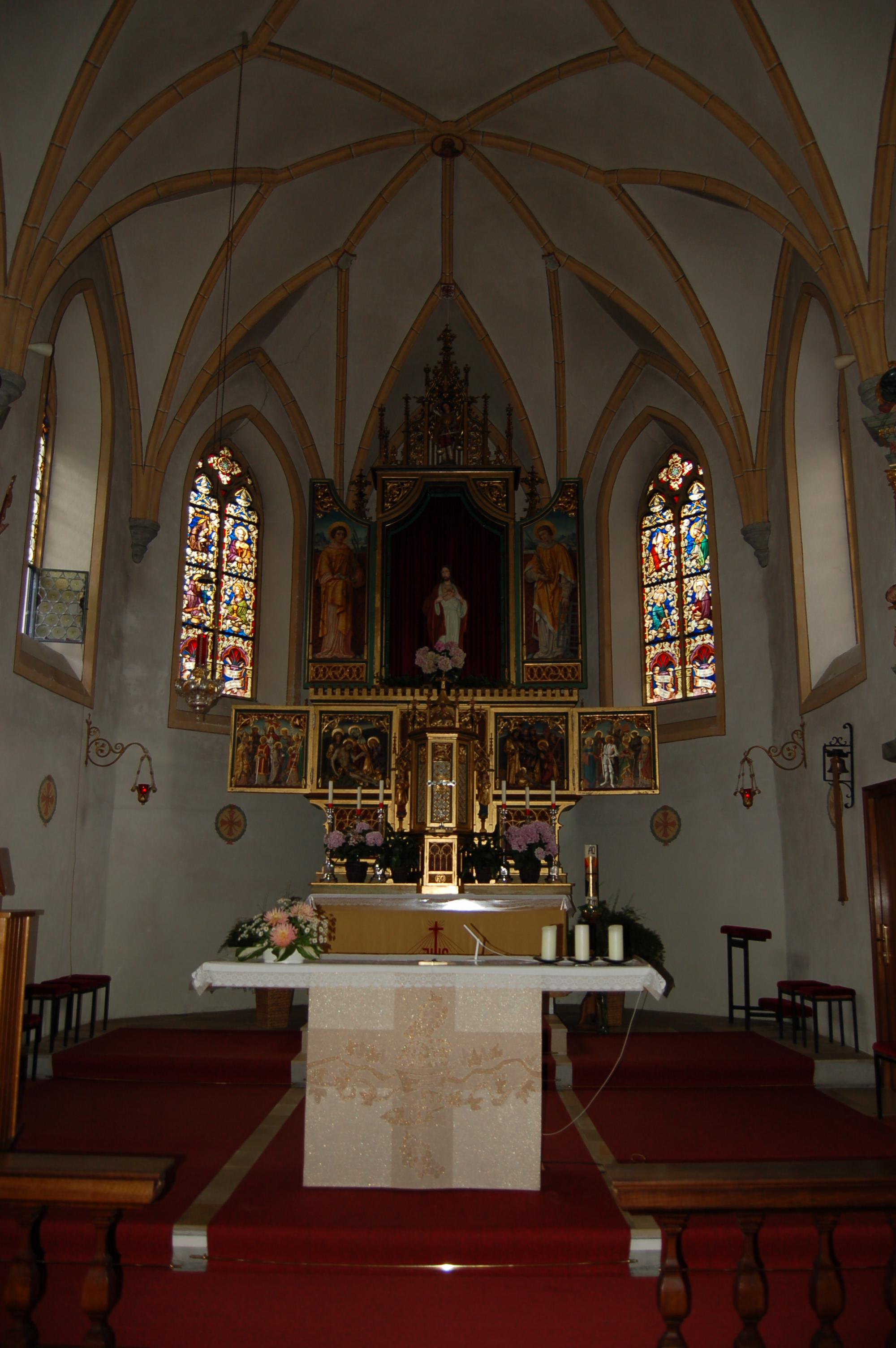
Hochaltar, im Chorschluss

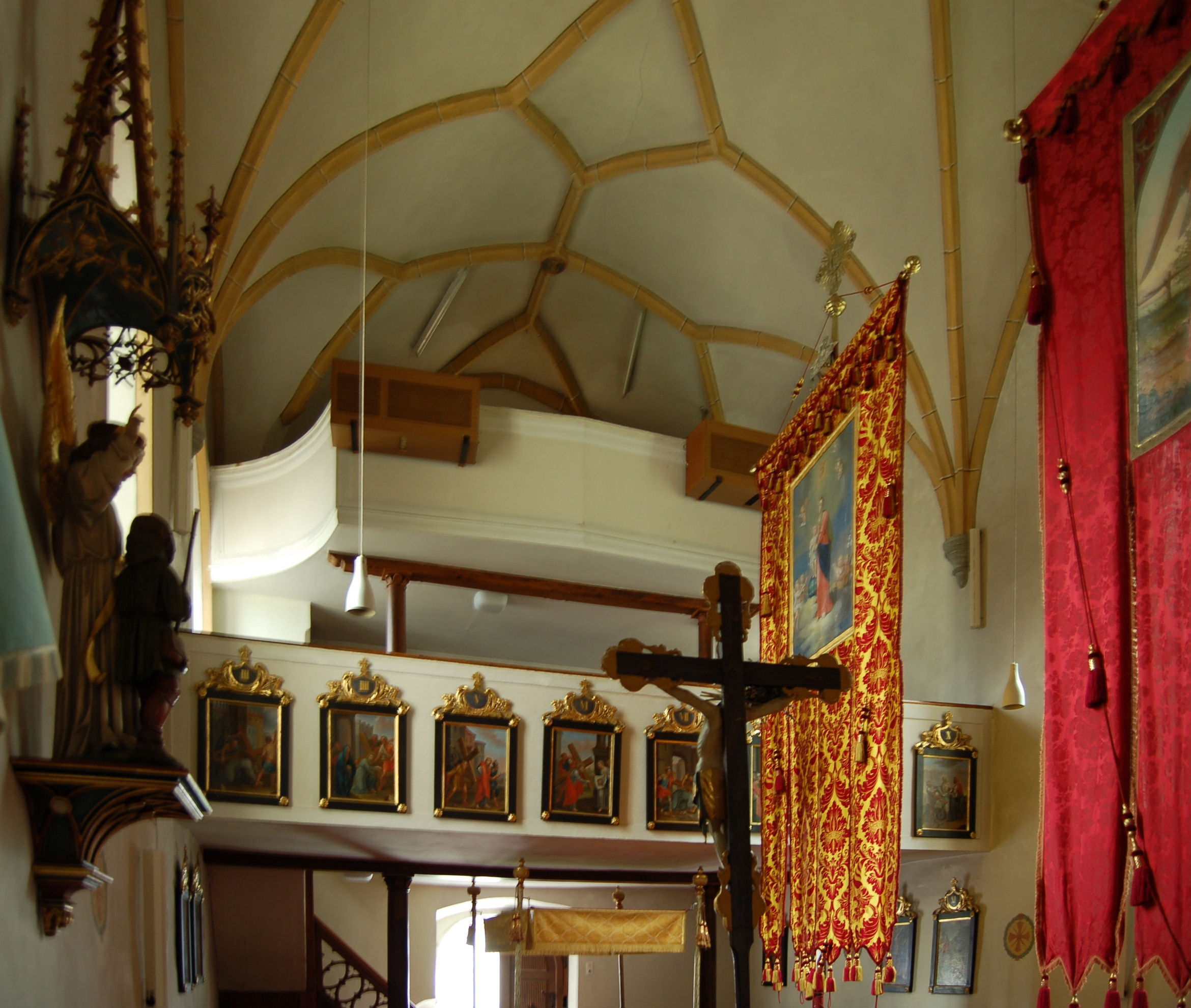
Doppelempore

Die Pfarrkirche Grafendorf steht im Kirchweiler Grafendorf in der Gemeinde Gaimberg im Bezirk Lienz im Bundesland Tirol. Die auf den Apostel Bartholomäus geweihte römisch-katholische Pfarrkirche gehört zum Dekanat Lienz der Diözese Innsbruck. Die Kirche steht unter Denkmalschutz (Listeneintrag).

## Geschichte
1411 wurde eine Kirche urkundlich genannt. Ein Neubau/Umbau erfolgte in der ersten Hälfte des 16. Jahrhunderts. Der Neubau des Chores wurde 1534 abgeschlossen. 1834 war eine Renovierung im klassizistischen Stil. 1934 erfolgte eine Regotisierung. 1964 war eine Restaurierung.
Tatsächliche oder vermeintliche Rechte vom Stift Ossiach wurden 1673 dem Stift vom Salzburger Erzbischof abgesprochen, damit eine Filiale der Pfarre Dölsach. Unter dem Kaiser Joseph II. 1786 Seelsorgestation anfangs als Expositur dann als Lokalkaplanei. 1891 erfolgte die Erhebung zur Pfarre.

## Architektur
Die spätgotische, später innen veränderte, jedoch regotisierte Landkirche ist von einem Friedhof mit Umfassungsmauer umgeben und steht zwischen alt und neu verbauten Bereichen in Grafendorf.
Der Kirchenbau hat ein einfaches Langhaus mit einem polygonalen Chor unter einem steilen Satteldach. Die Unterseite des Vordaches beim Westportal zeigt in Camaieu/Einfärbigkeit die Austreibung aus dem Tempel des Malers Christoph Brandstätter 1834. Der Turm steht südseitig am Übergang zwischen Langhaus und Chor, er hat spitzbogige Schallfenster und trägt einen achtseitigen Spitzhelm, der Turm zeigt Bordürenmalerei  aus der ersten Hälfte des 19. Jahrhunderts.
Das Kircheninnere zeigt ein einschiffiges dreijochiges Langhaus mit von Josef Huber 1934 erneuerten Netzrippen in gotischen Formen auf Konsolen. Die Doppelempore steht auf Säulen. Der spitzbogige Triumphbogen ist beidseits gekehlt. Der zweijochige Chor mit einem Dreiachtelschluss hat ein Sternrippengewölbe auf Konsolen, die Schlusssteine sind rund, zwei Konsolen sind in der Form von Köpfen. Die Stirnseite des Chores zeigt die Signatur Walther von Kötschach 1534. Zugänglich vom Langhaus befindet sich im Turmerdgeschoß die Taufkapelle.
Die Gewölbemalerei im Langhaus schuf Emil Kerle 1932/1933. Im Chor gibt es seitlich Tartschen, bemalt mit Christus, Lamm Gottes und Heiligen, des Malers Karl Untergasser 1934. Die spitzbogigen Fenster zeigen nazarenische Heiligendarstellungen nach Entwürfen von Karl Untergasser und ausgeführt von Jäger und Strobl 1902.

## Ausstattung
Der Hochaltar, ein neugotischer Schreinaltar, entstand unter Mitwirkung verschiedener Künstler, Entwurf Karl Untergasser, Tischlerarbeit von Clemens Raffeiner 1904, Reliefs an der Predella, Anbetung der Hirten und Kreuzabnahme, Statuen Isidor und Notburga und das Gesprenge mit Michael schuf der Bildhauer Josef Bachlechner 1915/1920. Das Altarblatt Gnadenstuhl malte B. Plattner 1919, die Malerei der Flügel schuf Karl Untergasser, Mariä Verkündigung beim geschlossenen Schrein, Stephanus, Laurentius im Schreininneren, die Vierzehn Nothelfer außen an den Predellaflügeln.
Die Stationsbilder malte Johann Waginger 1840/1850.

## Orgel
Die Orgel wurde im Jahr von 2014 von Orgelbau Linder geschaffen.
Disposition
| Manual: C–f3 |       |
| Principal    | 8′    |
| Gedeckt      | 8′    |
| Octave       | 4′    |
| Superoctave  | 2′    |
| Quint        | 1 ⁄3′ |

| Pedal: C–d0 |     |
| Subbaß      | 16′ |
| Dauercoppel |     |

Anmerkungen
1. ↑  C–F Holz offen, Fis–e1
 im Prospekt
2. ↑   Fichte / Eiche; mit Diskantvorabzug
3. ↑  mit Diskantvorabzug
4. ↑  mit Diskantvorabzug
5. ↑  Fichte / Eiche

Technische Angaben
Hinterspielige Brüstungsorgel, Manualwerk und Subbaß stehen auf einer gemeinsamen Windlade. Die beiden größten Pfeifen vom Subbaß 16′ liegen im Podium hinter der Orgel, in dem sich auch die Gebläseanlage befindet.